# نیکولای کراسوفسکی
نیکولای کراسوفسکی (روسی: Никола́й Никола́евич Красо́вский؛ ۷ سپتامبر ۱۹۲۴ – ۴ آوریل ۲۰۱۲) ریاضی‌دان اهل اتحاد جماهیر شوروی سوسیالیستی بود.
وی همچنین برندهٔ جوایزی همچون جایزه لنین، نشان زرین لومونسف، نشان لنین، نشان انقلاب اکتبر، و جایزه دولتی اتحاد شوروی شده‌است.